# Піньєль-де-Абахо
Піньєль-де-Абахо (ісп. Piñel de Abajo) — муніципалітет в Іспанії, у складі автономної спільноти Кастилія-і-Леон, у провінції Вальядолід. Населення — 186 осіб (2010).
Муніципалітет розташований на відстані близько 140 км на північ від Мадрида, 48 км на схід від Вальядоліда.

## Демографія
Динаміка населення (INE ):